# Рор, Ханс
Ханс Оскар Рор (нем. Hanns Oscar Rohr; 20 января 1885, Мюнхен — 6 января 1942, Мюнхен) — немецкий пианист и дирижёр.
Сын гравёра Вильгельма Рора (нем. Wilhelm Rohr; 1848—1907).
Учился в 1907—1910 гг. в Мюнхенской консерватории у Бертольда Келлермана и Виктора Глута (фортепиано), Вальтера Курвуазье (композиция) и Феликса Мотля (дирижирование). Одновременно изучал в Мюнхенском университете музыковедение под руководством Адольфа Зандбергера и эстетику у Теодора Липпса.
По протекции своего наставника Мотля в 1910—1914 гг. работал корепетитором в Баварской придворной опере. Затем в годы Первой мировой войны офицер резерва в германской пехоте.
В 1919—1920 гг. в Баденском театре в Карлсруэ, в 1920—1922 гг. — в Дюссельдорфской опере. Затем главным образом приглашённый дирижёр, среди прочего дирижировал в Мюнхене Брукнеровским фестивалем (1924) и Пятнадцатым германским Баховским фестивалем (1927). Одновременно выступал как пианист, в том числе в составе фортепианного трио Фассбендер—Рор, заменив умершего в 1920 г. Петера Фассбендера, с виолончелистом Людвигом Фассбендером и скрипачкой Хедвиг Фассбендер, которая в 1927 г. стала его женой.
На протяжении 1930-х гг. Рор испытывал значительные финансовые трудности, выступая преимущественно как пианист в дуэте со своей женой и лишь изредка появляясь с разными оркестрами как приглашённый дирижёр.
В мае 1940 г. стал первым главным дирижёром Филармонического оркестра Генерал-губернаторства (нем. Die Philharmonie des Generalgouvernements), учреждённого немецкими оккупационными властями в Кракове. Довёл состав коллектива до 100 исполнителей, провёл в 1941 г. Моцартовский сезон.
Автор вокальной и церковной музыки, печатался в периодике как музыкальный критик.